# Fekete abházok

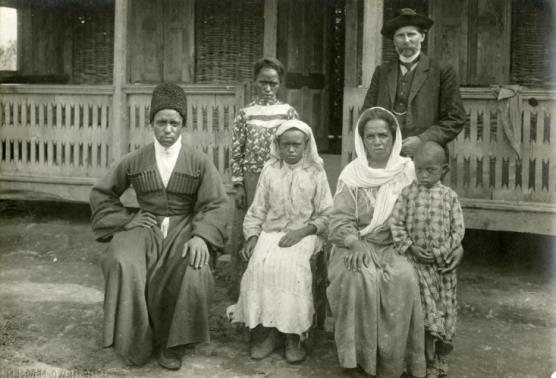
Adzjubzsában élő fekete abház család 1912-ből.

A fekete abházok vagy másként afroabházok (egyéb elnevezések: kaukázusi négerek, kaukázusi afrikaiak, kaukázusi feketék) a hivatalosan Grúzia részét képező Abházia területén, a Kodori folyó mellett található néhány kisebb településen egykoron élt afrikai származású negrid lakosság megnevezése, akik vélhetően betelepített rabszolgák leszármazottjai.
Fő településük Adzjubzsa volt, illetve annak környékén található Cslou, Pokvezs és Abdarra valamint Mekulov falvakban is éltek.
Fazil Abdulovics Iszkander író műveiben is feltűnnek a fekete abházok.

## Eredetük
Eredetük és pontos származásuk vita tárgyát képezi. A legvalószínűbbnek azt tartják, hogy a 17. században, az akkor oszmán fennhatóság alatt álló Dél-Abháziában kerülhettek letelepítésre. Egyes történészek úgy vélik, hogy a Sarvazsidze hercegi család vásárolt fekete rabszolgákat az itteni citrusültetvények művelésére. Az eset egyedülállónak tekinthető ebben a térségben, mivel nincs adat hasonló telepítésekre a Kaukázus vidékén.
Létezik olyan elmélet, amely szerint az ókori Kolkhisz kaukázusi állam lakói valójában negridek lehetettek, mivel Hérodotosz sötét bőrűnek és gyapjas hajúnak írja le őket, ennél fogva a fekete abházok is Kolkhisz lakóinak leszármazottjai. Ezt a hipotézist később az antropológiai, nyelvészeti és genetikai vizsgálatok mind-mind cáfolták, ugyanis ezek a kutatások nem mutattak ki semmilyen afrikai jelenlétet a Kaukázusban.
Más elméletek, amelyek szintén korábbra teszik az afrikaiak megjelenését a térségben, egyiptomi koptok vagy etióp zsidók leszármazottjainak vélik a fekete abházokat.
1927-ben Makszim Gorkij és Szamszon Csanba abház író meglátogatták Adzjubzsát és az ott élő színesbőrű lakosságot. Ők Dimitrij Gulja abház író elképzeléséből kiindulva feltételezték, hogy a fekete abházok talán Etiópiából erednek, mivel hasonlóságot véltek észrevenni ottani falvak neveivel, úgy mint Bagadi, Gunma és Dabakur. 

### Legendák a fekete abházokról
A fekete abházok eredetéről számos legenda kering. Az egyik szerint hajdan Abházia közelében viharba került, majd elsüllyedt egy török hajó, amelynek fedélzetén afrikai rabszolgák is voltak. A túlélők partra vetődtek és falut alapítottak a vidéken.
Egy másik legenda szerint a nartok népe hadjáratot vezetett Afrika szarvára, ahonnan afrikaiak több száz fős kíséretével tértek haza, akik végül Abháziában maradtak.
Megint egy másik legenda úgy véli az afrikai rabszolgákat Nagy Péter cár hozta Szentpétervárra, ám mivel nem tudtak azon a vidéken megszokni, ezért Abháziába küldte őket és ottani fejedelmeknek ajándékozta el. Igor Burcev orosz történész is valószínűnek tartja, hogy Nagy Péter valóban küldött néhány tucat fekete rabszolgát ajándékba abház főméltóságoknak.

## Történelem
A fekete abházok történetéről hiteles forrásokat a 19. századnál hamarább nem találni. Illarion Ivanovics Voroncov-Daskov orosz herceg, aki a kaukázusi területek kormányzója volt, maga is tartott udvarában fekete abház szolgálókat.
A 19. században a Kodori vidékén élő negrid lakosság már kizárólag csak abház nyelvet beszélt, abháznak vallották magukat és keleti ortodox keresztény vallást követtek. A pontos létszámukról azonban megoszlottak a vélemények.
A múltban főleg mezőgazdasággal foglalkoztak, citrusfélék, szőlő és kukorica termesztéséből éltek, de sokuk dolgozott a tkvarcsreli szénbányákban és a Szuhumiban található gyárakban. Későbbiekben többen közülük az orosz, a grúz vagy épp a mingrél nyelvet beszélték. Megélhetési okokból utóbb sokan kitelepültek a Kodori vidékéről nagyobb grúz vagy orosz városokba, esetleg külföldre. Egyes csoportjaik Batumiba vagy az örmény Hegyi-Karabahba költöztek.

## Leszármazottjaik
A fekete abházok többsége mára asszimilálódott, utódaik az europid lakossággal való keveredés révén többnyire elvesztették őseik vonásait.